# Pattaya Piemkum
Pattaya Piemkum (thail. พัทยา เปี่ยมคุ้ม; Bangkok, 13 giugno 1968) è un allenatore di calcio a 5, ex giocatore di calcio a 5 ed ex calciatore thailandese.

## Carriera
Con la nazionale thailandese ha partecipato al FIFA Futsal World Championship 2000 nel quale la selezione asiatica si è fermata al primo turno, eliminata nel girone comprendente Paesi Bassi, Egitto e Uruguay. Successivamente, è stato selezionato anche per la Coppa d'Asia 2005, in cui la Thailandia è giunta alla fase finale, eliminata ai gironi di qualificazione per le semifinali.